# Bulbophyllum cupreum
Bulbophyllum cupreum är en orkidéart som beskrevs av John Lindley. Bulbophyllum cupreum ingår i släktet Bulbophyllum och familjen orkidéer. Inga underarter finns listade i Catalogue of Life.